# Нави
Навите (или навляци) в славянската митология представляват невидими летящи и голи пиленца, големи колкото орлета. Преминават през ранна пролет и късна есен. Слизат през комина при родилките. И измъчват детето и родилката. В Източна България навите се наричат ермѐнки и представляват три жени, които причиняват на родилките несвяст и дори смърт. Според вярвнията двете от тях са арменки, а третата българка.
Названието нави произлиза от старобългарската дума навъ, което означава мъртвец. Думата нави е тясно свързана с некръстени, мъртвородени, пометнати деца, от погребани извън гробищата, които после се завръщат при хората като зли демони на смъртта. Издават звуци, подобни на бебешки плач. Плашат се от огън, желязо, метла, чесън и червен конец.